# Franz Rosenbach
Franz Rosenbach (geboren am 29. September 1927 in Horatitz, Tschechoslowakei; gestorben am 7. Oktober 2012 in Nürnberg, Deutschland) war ein Sinto und Überlebender des Porajmos, des nationalsozialistischen Völkermords an den Roma.
Zusammen mit seiner Familie wurde Rosenbach 1943 aufgrund des sogenannten „Zigeunererlasses“ verhaftet und in Wien inhaftiert. Ein Jahr später erfolgte die Deportation ins Zigeunerlager im Vernichtungs- und Konzentrationslagers Auschwitz-Birkenau. Im April 1944 kam Rosenbach ins KZ Buchenwald und einen Monat später ins Außenlager Mittelbau-Dora. Zuletzt überstellte man ihn ins Außenlager Harzungen.
Nach dem Krieg schlug sich Rosenbach in verschiedenen europäischen Ländern mit Gelegenheitsarbeiten durch. Erst 1991 erhielt er die deutsche Staatsbürgerschaft. Zuvor galt er jahrzehntelang als staatenlos.
Rosenbach heiratete und wurde Vater von neun Kindern. Lange engagierte er sich im bayerischen Landesverband der Sinti und Roma. Außerdem nahm er bis zu seinem Tod Einsitz im Häftlingsbeirat KZ Buchenwald an der Stiftung Gedenkstätten Buchenwald und Mittelbau-Dora.

Rosenbach sprach als Zeitzeuge vor Publikum. 1998 zeichnete die Survivors of the Shoah Visual History Foundation ein gut dreistündiges Interview mit Rosenbach auf Video auf. Obwohl es ihm schwer fiel, über seine Erlebnisse zu sprechen und er unter Albträumen litt, hatte er es sich zur Aufgabe gemacht, Bericht abzulegen:
„Wenn mir das gelingt, dass die Menschheit ein bisschen näher zusammenrückt und sich gegenseitig verständigt, dann kann nie mehr das passieren, was passiert ist.“

Franz Rosenbach
Rosenbach hatte einen Auftritt in der Willi-wills-wissen-Folge Wie lustig ist das Zigeunerleben wirklich?